# 莫拉達 (加利福尼亞州)
莫拉達（英語：Morada）是位於美國加利福尼亞州聖華金縣的一個人口普查指定地區。

## 地理
莫拉達的座標為38°02′24″N 121°14′18″W / 38.04000°N 121.23833°W，而該地最高點為海拔高度13米（即43英尺）。

## 人口
根據2010年美國人口普查的數據，莫拉達的面積為7.740平方千米，當中陸地面積為7.721平方千米，而水域面積為0.019平方千米。當地共有人口3828人，而人口密度為每平方千米494人。